# Llengua de bou rogenca
La llengua de bou rogenca (Hydnum rufescens, del grec hydon: un tipus de tubercle; del llatí rufescens: que es torna rogenca) és una llengua de bou comestible de l'ordre dels cantarel·lals.

## Descripció
És un bolet molt trencadís, difícil de collir sencer. El capell de 3 a 8 cm, passa de ser hemisfèric a aplanat. És molt irregular i presenta el marge lobulat. La superfície és ondulada, seca i finament vellutada, de color vermell o groc ataronjat. Himeni format per agulletes molt fràgils, trencadisses, decurrents, i de color molt semblants o una mica més clares que el barret. Esporada de color daurat. Peu fràgil, prim i cilíndric. Carn blanc-crema, compacta, inodora i el seu gust és lleugerament amargant.

## Hàbitat
Fong micorrizogen que viu en boscos de latifol·lis o coníferes. És gregari i se'l pot trobar en corrioles a finals d'estiu i tardor.

## Gastronomia
És comestible però abans requereix que es bulli una bona estona, ja que així perd l'amargantor de la carn. Pot conservar-se en vinagre.

## Perill de confusió
En els mateixos llocs, surt la llengua de bou (Hydnum repandum), de major mida i de color blanquinós groguenc, bon comestible. A les pinedes de pi blanc, als mateixos llocs on surt la llenega (Hygrophorus latitabundus), surt la llengua de bou blanca (Hydnum albidum), totalment blanca, un bon comestible i menys amargant.